# Vladimir Usačevski
Vladimir Aleksejevič Usačevski ili Vladimir Ussachevsky (ruski: Владимир Алексеевич Усачевский, engleski: Vladimir Alexeevich Ussachevsky) (Hailar, Kina, 3. studenog 1911. – New York City 2. siječnja 1990.) bio je rusko-američki skladatelj, najpoznatiji po svojem doprinosu elektroničkoj glazbi.

## Životopis
Vladimir Usačevski rodio se 3. studenog 1911. godine u Hailarskome distriktu, Unutarnja Mongolija, Kina, činovniku Ruske carske vojske zaduženog za obranu interesa Transsibirske pruge. Usačevski se 1930. godine preselio u Sjedinjene Američke Države te je tamo studirao glazbu na Pomona Collegeu u Claremontu, Kalifornija (B.A., 1935.) i na Eastman School of Musicu u Rochesteru, New Yorku (M.M., 1936., Ph.D., 1939.). Usačevskijeva rana, neoromanička djela skladana su za tradicionalne instrumente, dok su njegova kasnija djela, od 1951. godine pa nadalje, elektronička. Usačevski je bio predsjednik American Composers Alliancea od 1968. do 1970. godine te je bio savjetnik glazbene izdavačke kuće CRI-a, koja je objavljivala nosače zvuka njegovih skladbi. Albume njegovih skladbi također su izdavale i druge glazbene izdavačke kuće kao što su Capstone, d'Note i New World labels.

## Učiteljska karijera
Godine 1947., nakon završenog vojnog roka u obavještajnoj diviziji Oružanih snaga SAD-a, postao je članom fakulteta Sveučilišta Columbia, na kojem je predavao do umirovljenja 1980. godine. Godine 1959. s Ottom Lueningom osnovao je Columbia-Princeton Electronic Music Center u New York Cityju. Godine 1965., dok je rukovodio Centrom za elektroničku glazbu, specificirao je ADSR, osnovni dio modernih sintesajzera, samplera i elektroničkih instrumenata. Usačevski je također predavao na Sveučilištu Utah, na kojem je bio i "skladatelj u rezidenciji".
Među njegovim značajnijim učenicima su Charles Wuorinen, Alice Shields, Ilhan Mimaroglu, Faye-Ellen Silverman, Charles L. Bestor, Ingram Marshall, Joan Tower, Wendy Carlos, Kenjiro Ezaki i Richard Einhorn.

## Djela
"VLADIMIR USSACHEVSKY ELECTRONIC AND ACOUSTIC WORKS 1957–1972". New York: New World Records (80654-2), 2007. 

Ovo je kompilacija originalnih nosača zvuka koje je objavljivao CRI tijekom 1960-ih i 1970-ih.
- Metamorphosis (1957.)
- Linear Contrasts (1958.)
- Wireless Fantasy (1960.)
- Of Wood and Brass (1965.)
- Computer Piece No. 1 (1968.)
- Two Sketches for a Computer Piece (1971.)
- Three Scenes from The Creation (1960.; izm. 1973.)
- Missa Brevis (1972.)

"Vladimir Ussachevsky: Film Music". New York: New World Records (80389), 1990.
- Suite from No Exit (1962.)
- Line of Apogee (1967.)

## Vanjske poveznice
- Art of the States: Vladimir Ussachevsky
- Slušajte Usačevskijev "Incantation for Tape" (zajedno s Otto Luening) na Acousmata music blog
- CMC (prije poznat kao Columbia-Princeton Electronic Music Center) Stranica povijest  Arhivirana inačica izvorne stranice od 1. studenoga 2010. (Wayback Machine)
- Intervju s Vladimirom Usačevskijem, 31. listopada 1987.
- Intervju s Vladimirom Usačevskijem NAMM Oral History Library (1987.)